# Cosmatesc
Mosaics d'estil cosmatesc, aquest tipus de terres tot i que van arribar a exportar-se més enllà d'Itàlia, són un fenomen propi de la Itàlia medieval, amb el seu màxim desenvolupament a la ciutat de Roma i els seus voltants, on es van convertir en convenció. El nom d'aquest tipus de paviment prové d'un grup d'artesans que pertanyien a una poderosa família, els Cosmati, que s'havia especialitzat en decoracions anicòniques, de caràcter geomètric, a partir d'incrustacions de marbre procedent de restes romanes. A aquest taller se li deuen els paviments de San Paolo fuori le mura, Santa Maria Maggiore, Santa Maria in Cosmedin, entre d'altres.

Els terres estan realitzats amb la tècnica de l'opus sectile, de la tradició romana, i que és recreada lliurement, fet que converteix les obres cosmatesques en un fenomen estrictament medieval. La Renovació (Renovatio) de la Roma clàssica implica que s'experimenti a nivell artístic una metamorfosi del material: per aquesta raó el marbre antic va ser recuperat i reelaborat en els tallers medievals. Des del segle viii, el dret d'atorgar concessions per a l'explotació dels edificis antics com també les pedreres de marbre pertanyia al Papa. En canvi però als segles xii i xiii, aquests drets pertanyien, probablement, com un monopoli, a algunes famílies en les quals la capacitat de processament de marbre era hereditària. És el cas de la família dels Cosma o Cosmati, que no només tenia el monopoli del marbre juntament amb altres famílies, sinó que també els treballava en els edificis, concretament en els del poder eclesiàstic.

## Galeria fotogràfica

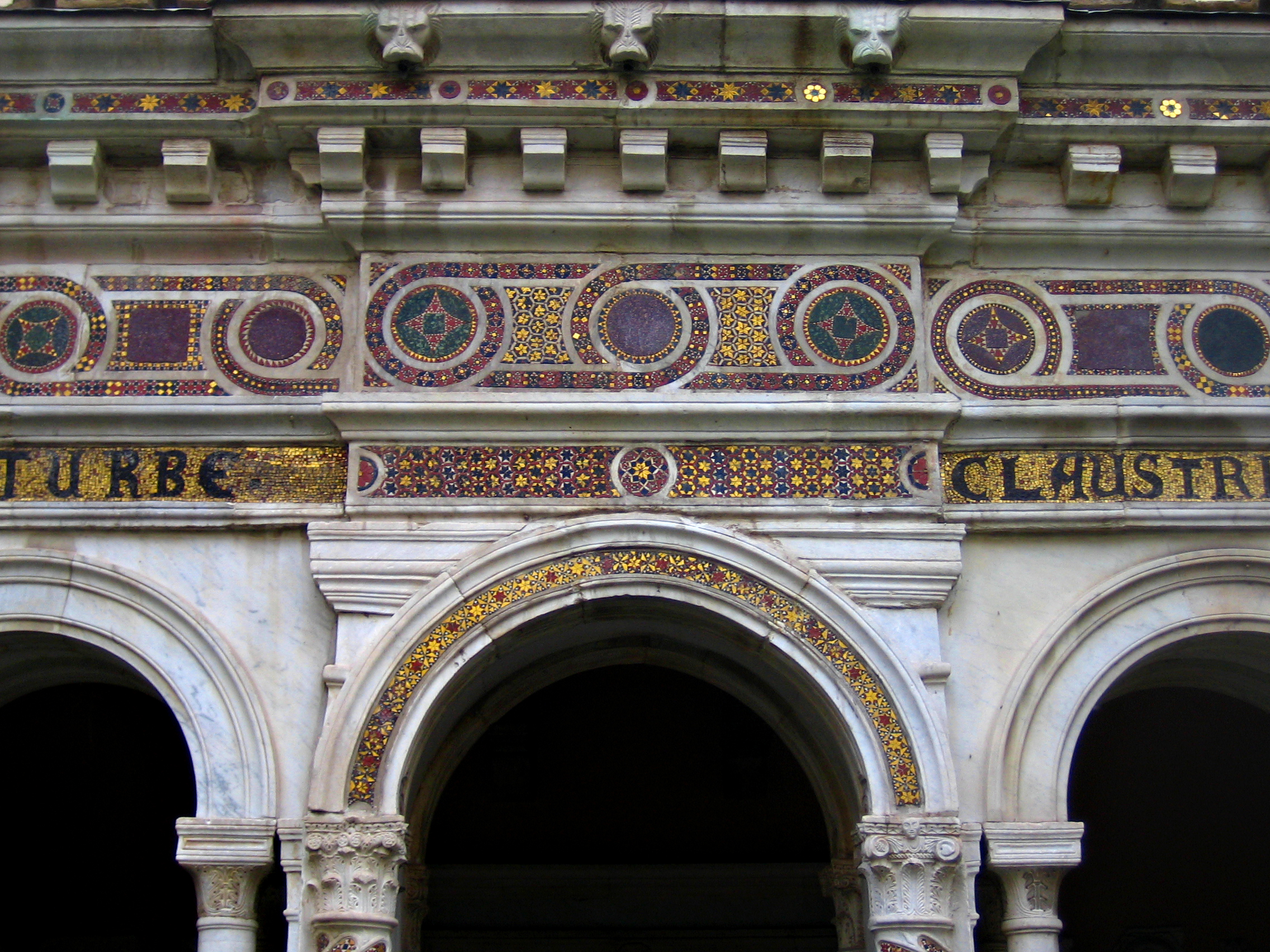
San Paolo fuori le Mura, Roma.
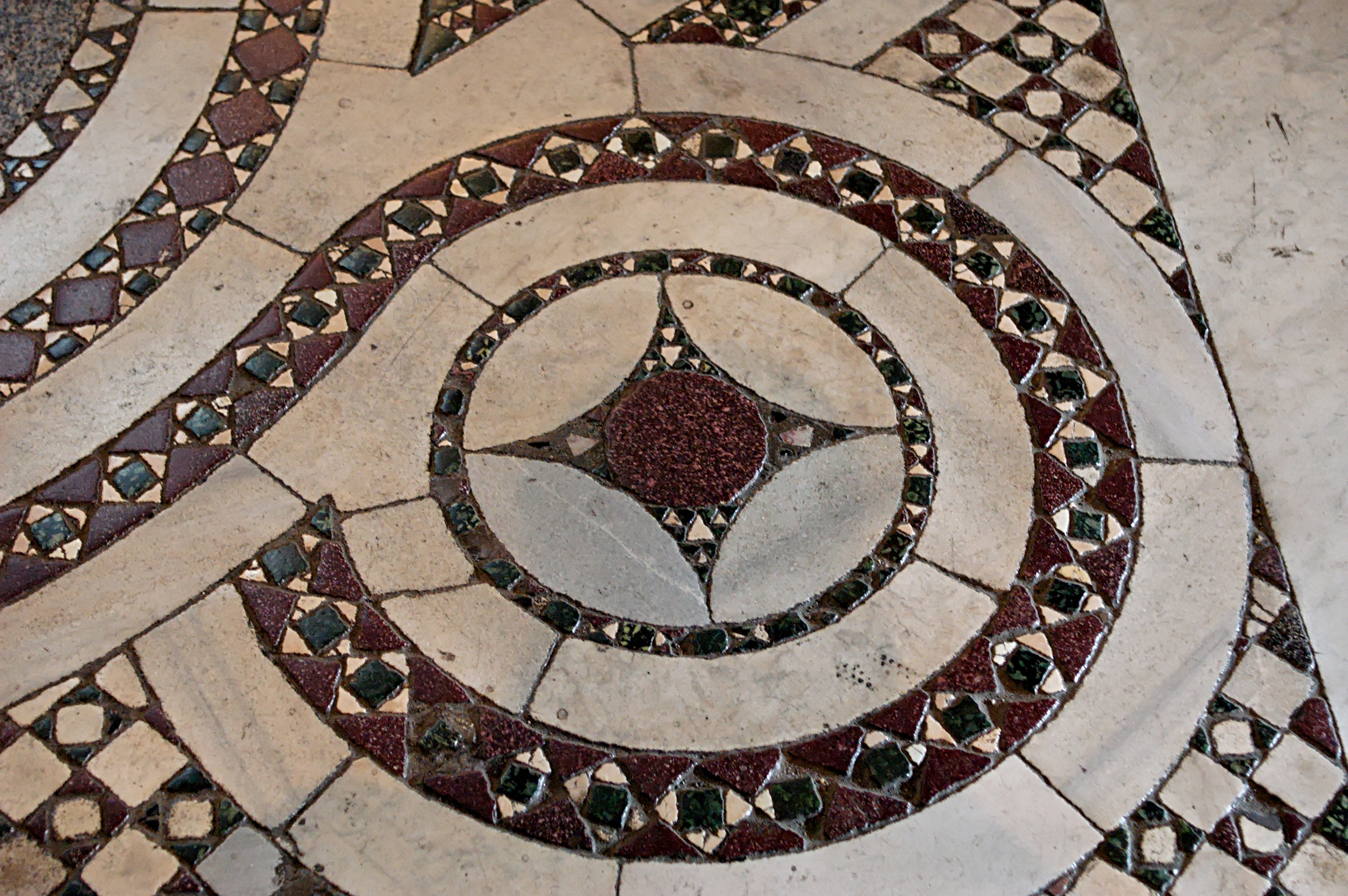
Basilica di Santa Maria Maggiore, Roma.
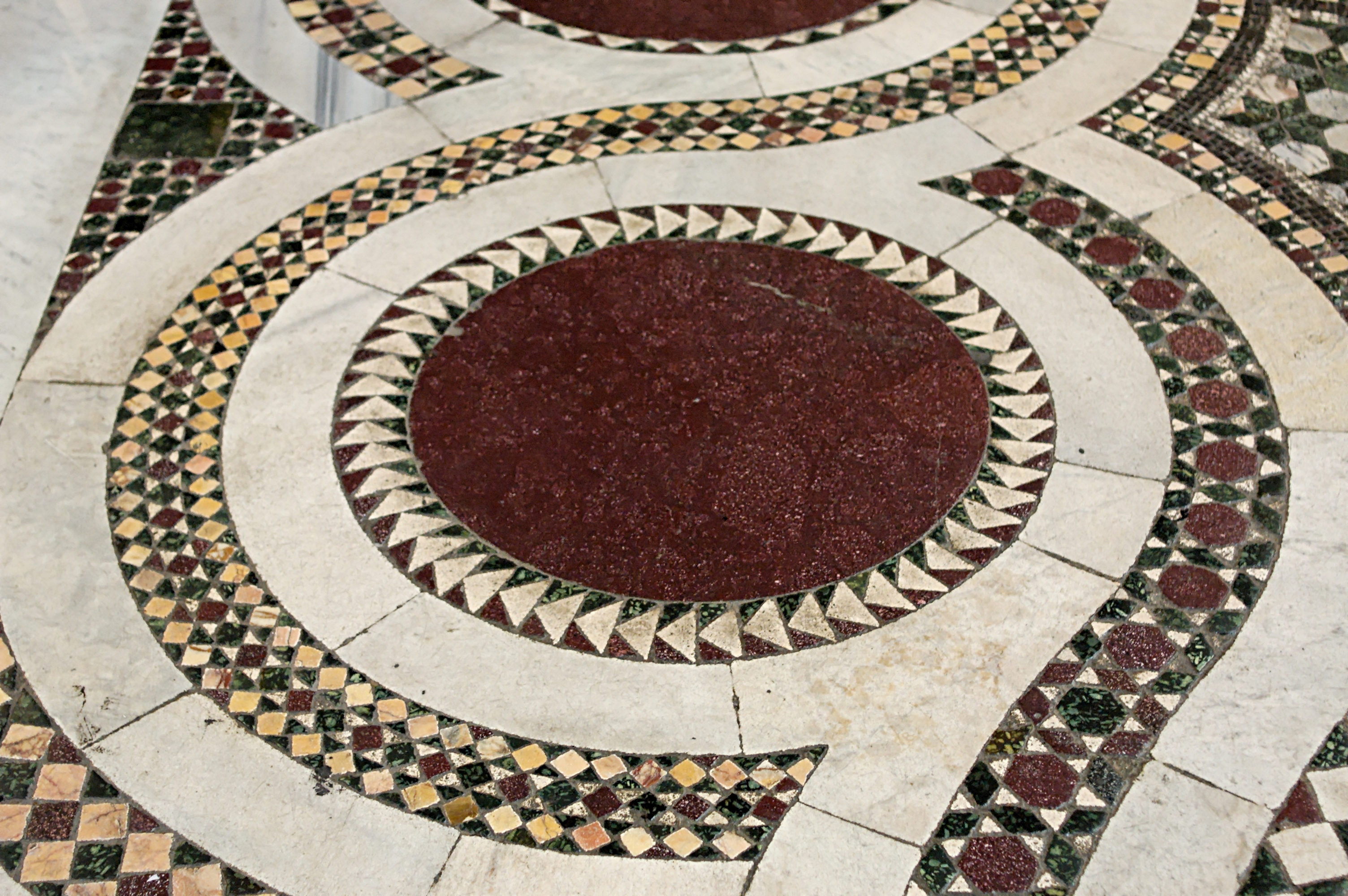
Basilica di Santa Maria Maggiore, Roma.
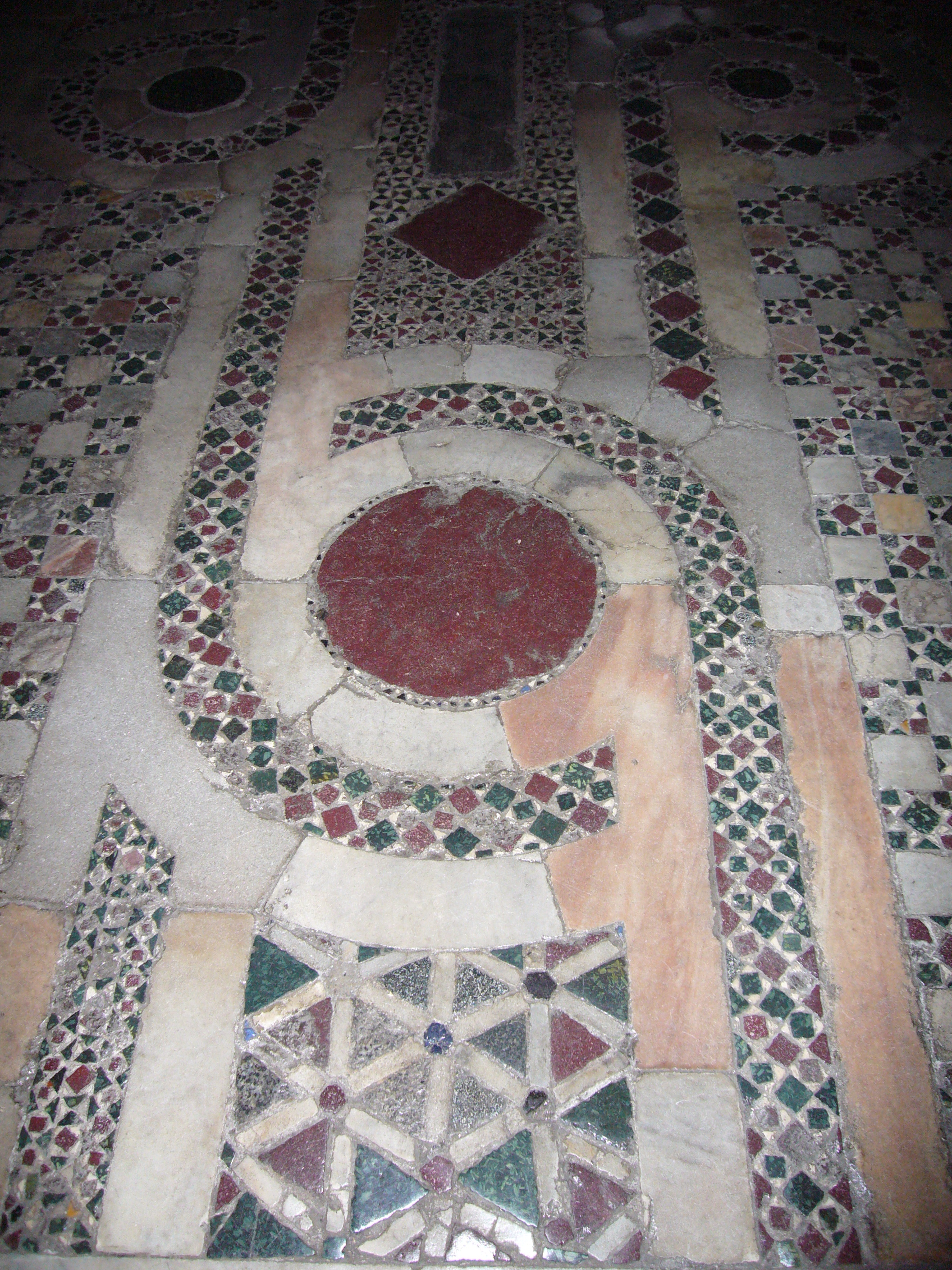
Santa Maria in Aracoeli, Roma.
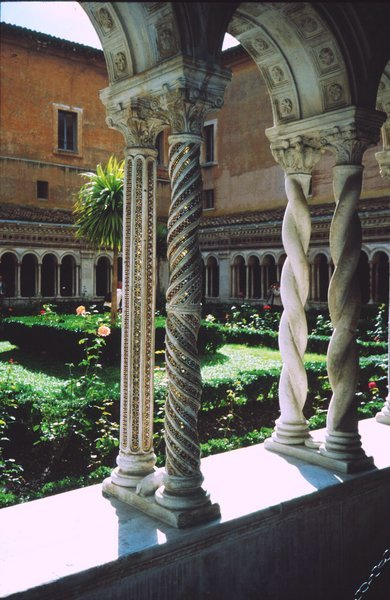
San Paolo fuori le Mura, Roma.
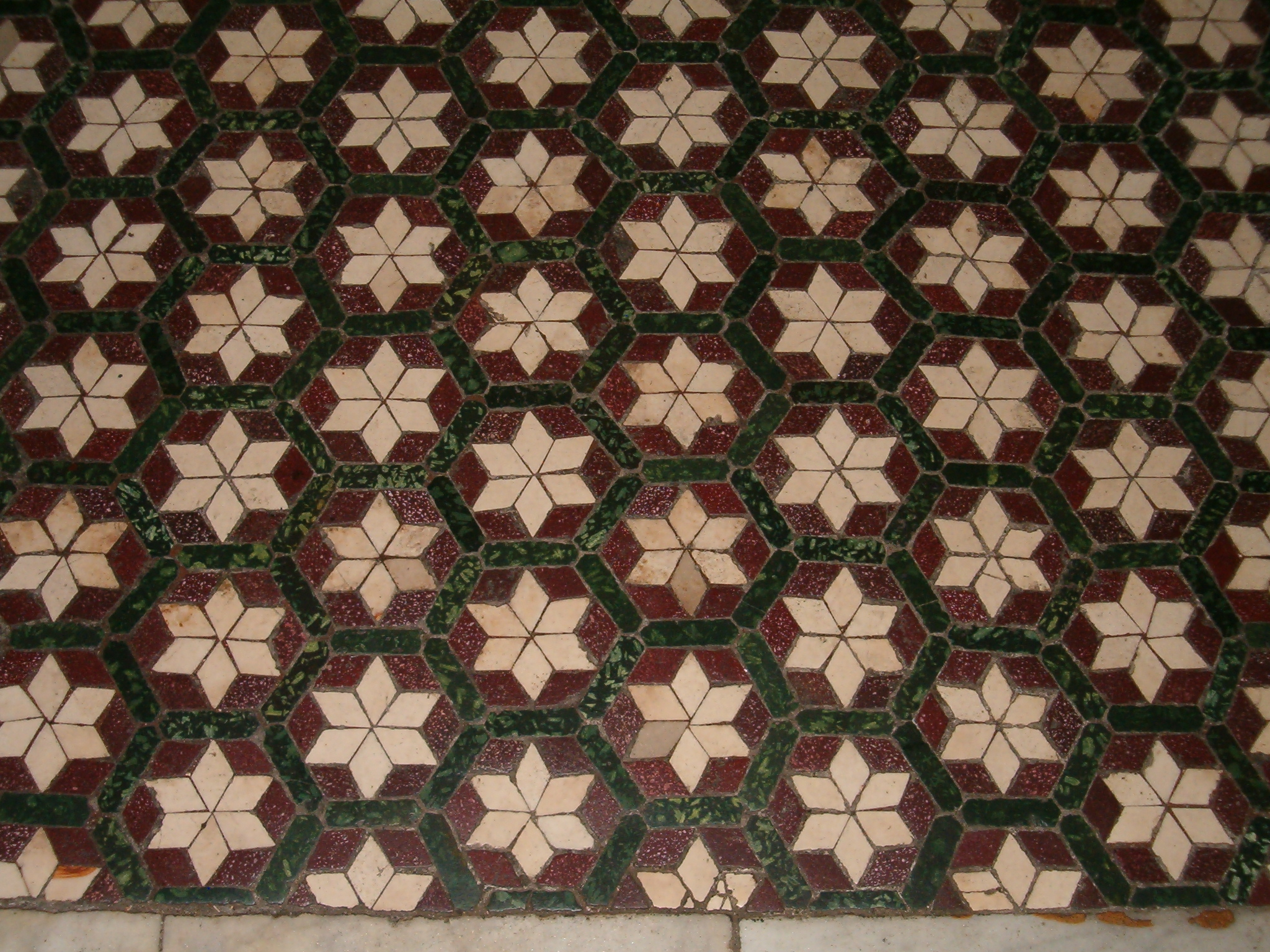
Santa Maria in Cosmedin.
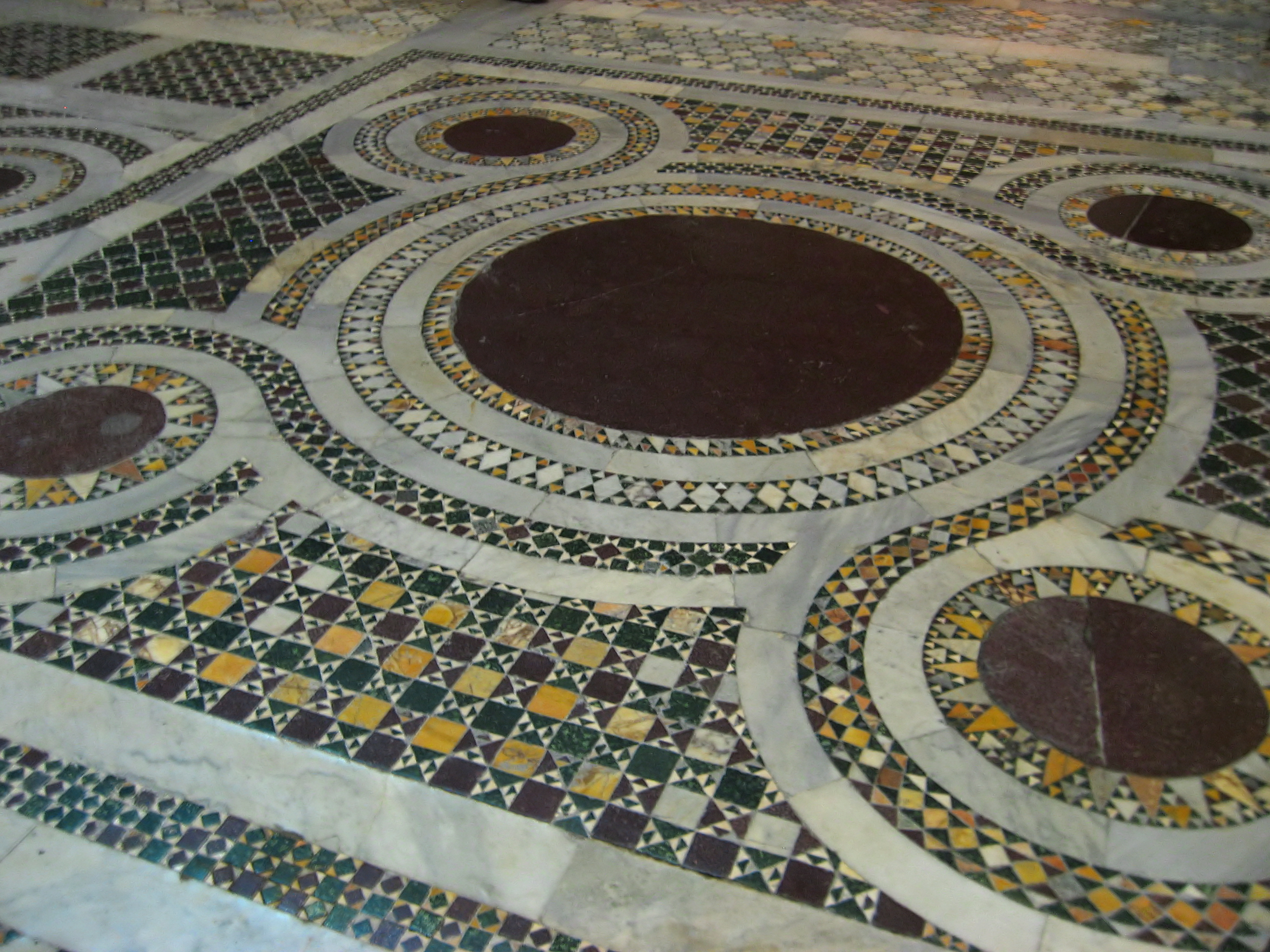
Santa Croce in Gerusalemme, Roma.
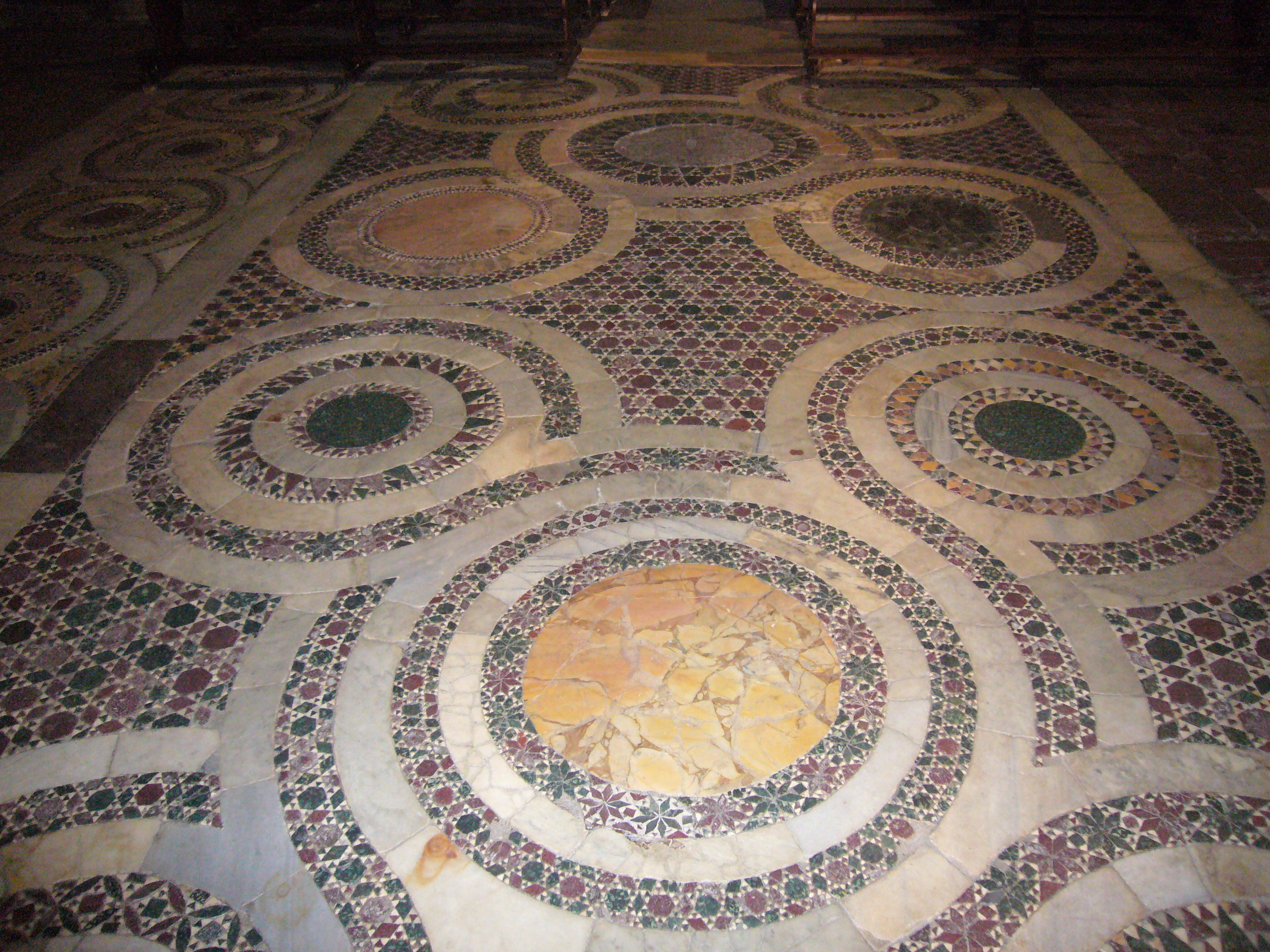
Chiesa di San Benedetto in Piscinula, al Trastevere Roma.